# 艾倫·亞歷山大·米恩
艾倫·亞歷山大·米恩（英語：Alan Alexander Milne、常縮寫為，1882年1月18日—1956年1月31日）是一位英國作家，畢業於劍橋大學三一學院。以小熊維尼與兒童詩作而聞名於世，其兒子是小熊維尼故事核心人物克里斯多夫·羅賓·米恩的原型。

## 生平

### 早期
艾倫·亞歷山大·米恩出生在倫敦漢普斯特德，雙親是文斯·米恩和薩拉瑪麗·米恩（娘家姓赫金博瑟姆），並在亨利之家學校成長，這所小公立學校由他的父親經營。赫伯特·乔治·威尔斯在1889年至1890年留校任教，擔任他的老師。米恩之後進入威斯敏斯特學校和劍橋大學三一學院就讀，學習數學。他曾主編並撰寫學生雜誌《格蘭塔》。

### 作家

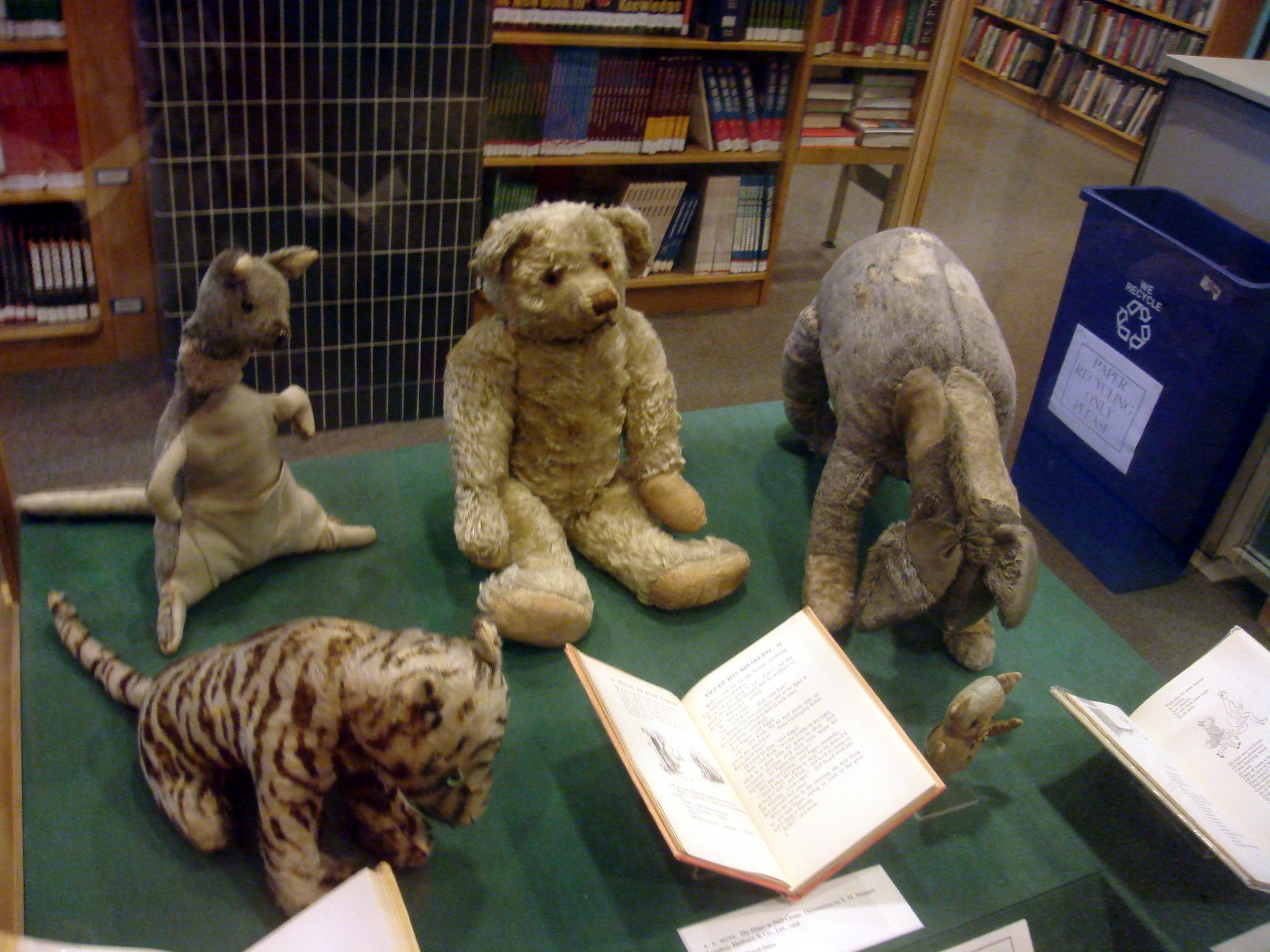
小熊維尼相關主角群的原型，克里斯多夫·羅賓·米恩兒時的絨毛玩具們。他們現在被展示在紐約公共圖書館總部

艾倫·亞歷山大·米恩在1903年畢業於劍橋大學後，替英國著名的幽默雜誌《Punch》撰寫詩歌和散文，之後在1906年成為助理編輯。在此期間，艾倫·亞歷山大·米恩出版了18部戲劇和3部小說，其中包括《紅屋之謎》（1922年）。米恩在第一次世界大戰期間加入英國陸軍，擔任皇家沃里克郡團官員。他於1919年2月14日退役，移居至切爾西。
他的兒子克里斯多夫·羅賓·米恩於1920年8月出生，艾倫·亞歷山大·米恩於1924年撰寫兒童詩集《當我們都非常年輕》。兒童短篇小說《Gallery of Children》成為了小熊維尼書籍的一部分，於1925年首次出版。
艾倫·米恩曾是一個英國電影編劇，於1920年為密涅瓦電影公司（由演員萊斯利·霍華德和和故事編輯艾德里安·布魯內爾）寫四個故事成立於1920年）。《The Bump》由奧布里·史密斯主演，《Twice Two; Five Pound Reward》和《Bookworms》於英國電影學院中被保存下來。米恩在倫敦結識萊斯利·霍華德。
回首這段時期（1926年），艾倫·亞歷山大·米恩告訴他的經紀人，他打算撰寫偵探故事。但兩年後艾倫·亞歷山大·米恩說他正在創作童謠，他的經紀人和出版商都相信他應該撰寫偵探故事。兩年後，他被告知偵探故事將是最壞的選擇，創作兒童讀物是更佳的方式。
1925年，艾倫·米恩買下位於東蘇塞克斯郡哈特菲爾德的Cotchford農場。在第二次世界大戰期間，艾倫·米恩是哈特菲爾德本土衛隊(Home Guard)上尉。他在1952年中風和腦手術後離開本土衛隊。
戰爭結束後，他寫了一篇題為《和平與榮譽》的文章（1934年），之後於1940年寫了一篇題為《戰爭與榮譽》的文章。第二次世界大戰期間，米恩是英國作家中抨擊佩勒姆·格伦维尔·伍德豪斯最劇烈的作家之一，伍德豪斯在1940年被德國監禁了一年。之後納粹慫恿伍德豪斯以獄中的幽默段子為基礎寫了一系列廣播劇，讓他遭受許多爭議。

### 小熊維尼
艾倫·米恩是最有名的作品為小熊維尼的故事，主角為男孩克里斯托夫·羅賓，米恩兒子克里斯托夫·羅賓·米恩為其靈感來源。他兒子的毛絨玩具，則成為小熊維尼。克里斯托夫·羅賓·米恩的毛絨熊，最初命名為愛德華，之後更名為小熊維尼(噗噗維尼，Winnie the Pooh)，這是受到美洲黑熊溫尼伯熊（Winnipeg the Bear）的影響。溫尼伯熊為第一次世界大戰軍事吉祥物，在戰爭期間在倫敦動物園留置。噗噗(Pooh)來自一隻叫做「噗噗」(Pooh)的天鵝。克里斯托夫·羅賓·米恩的玩具－小豬、屹耳、袋鼠媽媽、小豆和跳跳虎，也被加入於小熊維尼故事中。
小熊維尼故事中虛構的百畝森林源於東薩塞克斯郡亞士頓森林（Ashdown Forest）。米恩住在森林的北部邊緣，與兒子曾經經過此地。E.H.謝培德(英國插畫家，古典維尼的繪者。)借鑒了阿什當森林的景觀為靈感許多他為維尼書籍的插圖。克里斯托夫·羅賓·米恩說：“維尼維尼居住的森林和亞士頓森林相同”。亞士頓森林中的維尼大橋是一個旅遊勝地。
艾倫·米恩在詩《泰迪熊》中首次提及小熊維尼，於1924年2月發表在英國雜誌《Punch》。維尼在1925年聖誕節前夕首次出現在倫敦晚報一個名為《錯誤蜜蜂排序》故事。小熊維尼於1926年出版，續集《小熊维尼的房子》（The House at Pooh Corner）於1928年出版。《Now We Are Six》於1927年出版。這三本書都是由EH謝潑德說明。米爾恩還出版了四部劇作在這一時期。他還“殷勤上前”四分之一dramatising PG伍德豪斯的成本的貢獻遇險閨女。《維尼的世界》於1958年贏得劉易斯·卡羅獎。

### 遺產

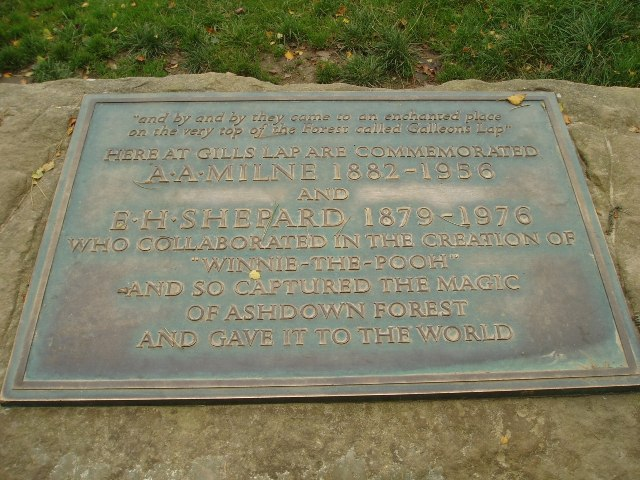
艾倫·亞歷山大·米恩與謝潑德紀念牌

艾倫·米恩於1956年1月去世。艾倫·亞歷山大·米恩的維尼書籍著作權留給四個受益者：他的家庭、皇家文學基金、威斯敏斯特學校和加里克俱樂部。米恩在1956年去世後，他的遺孀賣掉了維尼人物著作權給斯蒂芬·斯萊辛傑，斯萊辛傑去世後，其遺孀出售的權利給迪士尼公司，這使得許多維尼電影、迪斯尼頻道電視節目以及維尼相關的商品大量出現。小熊維尼的版權將於2026年過期。2008年，小熊維尼原作插畫以120多萬英鎊賣出。《福布斯雜誌》將小熊維尼選為最有價值的虛構人物，小熊維尼商品在2002年一年銷售額超過590億元。
克里斯托夫·羅賓·米恩於1979年在亞士頓森林推出紀念牌，為了紀念艾倫·亞歷山大·米恩和謝潑德。米恩曾寫道：「一個小男孩和他的熊總是在森林頂部玩耍」。

## 外部連結
- Essays by Milne at Quotidiana.org （页面存档备份，存于）
- A. A. Milne的作品  - 古騰堡計劃